# Chippy Simmons
Charles „Chippy“ Simmons (* 9. September 1878 in West Bromwich; † 12. Dezember 1937 in Wednesbury) war ein englischer Fußballspieler.

## Sportlicher Werdegang
Simmons spielte bei Trinity Victoria, Oldbury Town und Worcester City, ehe er 1898 zu West Bromwich Albion in die Football League wechselte. Im September 1900 wurde er der erste WBA-Spieler, der im neu gebauten Stadion The Hawthorns ein Tor erzielte (beim 1:1-Remis gegen Derby County hatte Steve Bloomer die gegnerischen Farben in Führung geschossen). Am Ende der Spielzeit 1900/01 stieg er jedoch mit der Mannschaft aus der First Division ab. In der Zweitliga-Spielzeit 1901/02 erzielte er 23 Saisontore. Damit krönte er sich zum Torschützenkönig der Second Division und führte die Mannschaft zum direkten Wiederaufstieg. Nach dem erneuten Abstieg am Ende der Spielzeit 1903/04 verließ er den Klub.
Im Juli 1904 schloss Simmons sich dem Londoner Klub West Ham United in der Western Football League an, kehrte jedoch im Mai 1905 zu West Bromwich Albion in die Second Division zurück. Innerhalb der Liga wechselte er im Frühjahr 1907 zu Chesterfield Town. Später spielte er für Wellington Town sowie zeitweise in Kanada, wo er unter anderem für einen Klub namens Royal Rovers auflief. 